# Cypriotisch voetbalelftal (vrouwen)
Het Cypriotisch vrouwenvoetbalelftal is het vrouwenvoetbalteam dat uitkomt voor Cyprus bij internationale wedstrijden, zoals de kwalificatiewedstrijden voor het EK voetbal vrouwen en het WK voetbal vrouwen.

## FIFA-wereldranglijst
| 2003 | 2004 | 2005 | 2006 | 2009 | 2010 | 2011 | 2012 | 2013 | 2014 | 2015 | 2016 | 2017 | 2018 | 2019 | 2020 |
| ---- | ---- | ---- | ---- | ---- | ---- | ---- | ---- | ---- | ---- | ---- | ---- | ---- | ---- | ---- | ---- |
| 109  | 116  | 115  | 116  | 92   | 128  | 136  | 131  | 97   | 110  | 115  | 106  | 93   | 110  | 117  | 113  |

## Prestaties op eindrondes
| Jaar   | Ronde            | Wed.             | W                | G                | V                | D+               | D+               |
| ------ | ---------------- | ---------------- | ---------------- | ---------------- | ---------------- | ---------------- | ---------------- |
| 2005   | Niet deelgenomen | Niet deelgenomen | Niet deelgenomen | Niet deelgenomen | Niet deelgenomen | Niet deelgenomen | Niet deelgenomen |
| 2009   | Niet deelgenomen | Niet deelgenomen | Niet deelgenomen | Niet deelgenomen | Niet deelgenomen | Niet deelgenomen | Niet deelgenomen |
| 2013   | Niet deelgenomen | Niet deelgenomen | Niet deelgenomen | Niet deelgenomen | Niet deelgenomen | Niet deelgenomen | Niet deelgenomen |
| 2017   | Niet deelgenomen | Niet deelgenomen | Niet deelgenomen | Niet deelgenomen | Niet deelgenomen | Niet deelgenomen | Niet deelgenomen |
| Totaal | 0/4              | 0                | 0                | 0                | 0                | 0                | 0                |

| Jaar   | Ronde               | Wed.                | W                   | G                   | V                   | D+                  | D+                  |
| ------ | ------------------- | ------------------- | ------------------- | ------------------- | ------------------- | ------------------- | ------------------- |
| 2003   | Niet deelgenomen    | Niet deelgenomen    | Niet deelgenomen    | Niet deelgenomen    | Niet deelgenomen    | Niet deelgenomen    | Niet deelgenomen    |
| 2007   | Niet deelgenomen    | Niet deelgenomen    | Niet deelgenomen    | Niet deelgenomen    | Niet deelgenomen    | Niet deelgenomen    | Niet deelgenomen    |
| 2011   | Niet deelgenomen    | Niet deelgenomen    | Niet deelgenomen    | Niet deelgenomen    | Niet deelgenomen    | Niet deelgenomen    | Niet deelgenomen    |
| 2015   | Niet deelgenomen    | Niet deelgenomen    | Niet deelgenomen    | Niet deelgenomen    | Niet deelgenomen    | Niet deelgenomen    | Niet deelgenomen    |
| 2019   | Niet gekwalificeerd | Niet gekwalificeerd | Niet gekwalificeerd | Niet gekwalificeerd | Niet gekwalificeerd | Niet gekwalificeerd | Niet gekwalificeerd |
| Totaal | 0/5                 | 0                   | 0                   | 0                   | 0                   | 0                   | 0                   |

## Statistieken
- Bijgewerkt tot en met de WK-kwalificatiewedstrijd tegen  Nederland (0–12) op 8 april 2022.

### Tegenstanders
| Tegenstander | Wed. | W | G | V | DV | DT | DS  | Details |
| ------------ | ---- | - | - | - | -- | -- | --- | ------- |
| Albanië      | 2    | 0 | 0 | 2 | 0  | 6  | –6  | details |
| Azerbeidzjan | 1    | 1 | 0 | 0 | 1  | 0  | +1  | details |
| Bahrein      | 2    | 2 | 0 | 0 | 8  | 1  | +7  | details |
| Bulgarije    | 4    | 2 | 0 | 2 | 6  | 4  | +2  | details |
| Estland      | 2    | 2 | 0 | 0 | 2  | 0  | +2  | details |
| Finland      | 2    | 0 | 0 | 2 | 0  | 9  | –9  | details |
| Griekenland  | 8    | 0 | 0 | 8 | 5  | 33 | –28 | details |
| Hongarije    | 1    | 0 | 0 | 1 | 1  | 6  | –5  | details |
| IJsland      | 2    | 0 | 0 | 2 | 0  | 9  | –9  | details |
| Israël       | 2    | 0 | 0 | 2 | 1  | 7  | –6  | details |
| Letland      | 1    | 0 | 0 | 1 | 1  | 2  | –1  | details |
| Litouwen     | 2    | 2 | 0 | 0 | 5  | 2  | +3  | details |
| Luxemburg    | 2    | 2 | 0 | 0 | 7  | 2  | +5  | details |
| Malta        | 5    | 2 | 1 | 2 | 5  | 5  | 0   | details |
| Nederland    | 2    | 0 | 0 | 2 | 0  | 20 | –20 | details |
| Polen        | 1    | 0 | 0 | 1 | 1  | 5  | –4  | details |
| Portugal     | 2    | 0 | 0 | 2 | 0  | 4  | –4  | details |
| Schotland    | 2    | 0 | 0 | 2 | 0  | 18 | –18 | details |
| Slowakije    | 1    | 0 | 0 | 1 | 0  | 6  | –6  | details |
| Tsjechië     | 1    | 0 | 0 | 1 | 0  | 8  | –8  | details |
| Wit-Rusland  | 2    | 0 | 1 | 1 | 2  | 5  | –3  | details |